# Shruti Sharma
Shruti Sharma (श्रुति शर्मा) (...) è una modella e attrice indiana, incoronata Femina Miss India World 2002.
Ha inoltre rappresentato l'India a Miss Mondo 2002, concorso tenuto a Londra e dove la modella è arrivata sino alle semifinali. In precedenza la Sharma aveva partecipato, senza vincere anche a Miss India 2001.
Shruti Shrama ha lavorato come modella per Sunsilk, Shoppers' Stop, Toyota, Proline e Taj Group.  È inoltre apparsa nel film di Bollywood Tezaab - The Acid of Love.